# Wadha
Wadha – wieś w Syrii, w muhafazie Aleppo. W 2004 roku liczyła 1756 mieszkańców.